# СГС
СГС (сантиметр-грамм-секунда) — система единиц измерения, в которой основными единицами являются единица длины сантиметр, единица массы грамм и единица времени секунда. Она широко использовалась до принятия Международной системы единиц (СИ). Другое название — абсолютная физическая система единиц, хотя в настоящее время термин «абсолютная» в качестве характеристики систем единиц не употребляется и считается устаревшим.
В рамках СГС существуют три независимые размерности — длина (сантиметр), масса (грамм) и время (секунда) — все остальные сводятся к ним путём умножения, деления и возведения в степень (возможно, дробную). Кроме трёх основных единиц измерения, в СГС существует ряд дополнительных единиц измерения, которые являются производными от основных.
Некоторые физические константы получаются безразмерными.
Есть несколько вариантов СГС, отличающихся выбором электрических и магнитных единиц измерения и величиной констант в различных законах электромагнетизма (СГСЭ, СГСМ, Гауссова система единиц).
СГС отличается от СИ не только выбором конкретных единиц измерения. Из-за того, что в СИ были дополнительно введены основные единицы для электромагнитных физических величин, которых не было в СГС, некоторые единицы имеют другие размерности. Из-за этого некоторые физические законы в этих системах записываются по-разному (например, закон Кулона). Отличие заключается в коэффициентах, большинство из которых — размерные. Поэтому если в формулы электромагнетизма, записанные в СГС, просто подставить единицы измерения СИ, то будут получены неправильные результаты. Это же относится и к разным разновидностям СГС — в СГСЭ, СГСМ и гауссовой системе единиц одни и те же формулы могут записываться по-разному. В то же время формулы механики, не связанные с электромагнетизмом, записываются в СИ и всех разновидностях СГС одинаково.
В формулах СГС отсутствуют нефизические коэффициенты, необходимые в СИ (например, электрическая постоянная в законе Кулона), и, в гауссовой разновидности, все четыре вектора электрических и магнитных полей E, D, B и H имеют одинаковые размерности, в соответствии с их физическим смыслом, поэтому СГС считается более удобной для теоретических исследований.
В научных работах, как правило, выбор той или иной системы определяется более преемственностью обозначений и прозрачностью физического смысла, чем удобством измерений.

## Некоторые единицы измерения
- длина — сантиметр (см);
- масса — грамм (г);
- время — секунда (с);
- скорость — см/с;
- ускорение — гал, см/с²;
- сила — дина, г·см/с²;
- энергия — эрг, г·см²/с²;
- мощность — эрг/с, г·см²/с³;
- давление — бария, дин/см², г/(см·с²);
- динамическая вязкость — пуаз, г/(см·с);
- кинематическая вязкость — стокс, см²/с;
- количество вещества — моль (моль).

## Расширения СГС и универсальная форма уравнений электродинамики
Для облегчения работы в СГС в электродинамике были приняты дополнительно системы СГСЭ (абсолютная электростатическая система) и СГСМ (абсолютная электромагнитная система), а также гауссова (симметричная система). В каждой из этих систем электромагнитные законы записываются с разными коэффициентами.
Закон Кулона: {\displaystyle F=k_{\rm {C}}{\frac {q\cdot q'}{d^{2}}}}
Закон Ампера: {\displaystyle {\frac {dF}{dL}}=2k_{\rm {A}}{\frac {I\cdot I'}{d}}}
При этом обязательно {\displaystyle k_{\mathrm {A} }={\frac {k_{\mathrm {C} }}{c^{2}}}}
Сила Лоренца: {\displaystyle \mathbf {F} =\alpha _{\rm {L}}q\;\mathbf {v} \times \mathbf {B} }
Вектор магнитной индукции: {\displaystyle d\mathbf {B} =\alpha _{\rm {B}}{\frac {Id\mathbf {l} \times \mathbf {\hat {r}} }{r^{2}}}}
При этом обязательно {\displaystyle \alpha _{\mathrm {L} }\alpha _{\mathrm {B} }=k_{\mathrm {A} }}
Закон Фарадея: {\displaystyle {\mathcal {E}}=-\alpha _{\mathrm {L} }{{d\Phi _{B}} \over dt}}
Уравнения Максвелла:
{\displaystyle \nabla \cdot \mathbf {E} =4\pi k_{\rm {C}}\rho }
{\displaystyle \nabla \cdot \mathbf {B} =0}
{\displaystyle \nabla \times \mathbf {E} =\displaystyle {-\alpha _{\rm {L}}{\frac {\partial \mathbf {B} }{\partial t}}}}
{\displaystyle \nabla \times \mathbf {B} =\displaystyle {4\pi \alpha _{\rm {B}}\mathbf {j} +{\frac {\alpha _{\rm {B}}}{k_{\rm {C}}}}{\frac {\partial \mathbf {E} }{\partial t}}}}
Материальные уравнения в среде:
{\displaystyle \mathbf {D} =\epsilon _{0}\mathbf {E} +\lambda \mathbf {P} }
{\displaystyle \mathbf {H} =\mathbf {B} /\mu _{0}-\lambda '\mathbf {M} }
{\displaystyle \nabla \cdot \mathbf {P} ={\frac {4\pi \epsilon _{0}k_{\mathrm {C} }}{\lambda }}\rho _{b}}
{\displaystyle \nabla \times \mathbf {M} ={\frac {4\pi \alpha _{\mathrm {B} }}{\lambda '\mu _{0}}}\mathbf {j} _{b}-{\frac {\lambda \alpha _{\mathrm {B} }}{\lambda '\mu _{0}\epsilon _{0}k_{\mathrm {C} }}}{\frac {\partial \mathbf {P} }{\partial t}}}
При этом {\displaystyle \lambda } и {\displaystyle \lambda '} обычно выбираются равными {\displaystyle 4\pi k_{\mathrm {C} }\epsilon _{0}}
Уравнения Максвелла в среде:
{\displaystyle \nabla \cdot \mathbf {D} =4\pi \epsilon _{0}k_{\rm {C}}\rho _{f}}
{\displaystyle \nabla \cdot \mathbf {B} =0}
{\displaystyle \nabla \times \mathbf {E} =\displaystyle {-\alpha _{\rm {L}}{\frac {\partial \mathbf {B} }{\partial t}}}}
{\displaystyle \nabla \times \mathbf {H} =\displaystyle {{\frac {4\pi \alpha _{\rm {B}}}{\mu _{0}}}\mathbf {j} _{f}+{\frac {\alpha _{\rm {B}}}{\mu _{0}\epsilon _{0}k_{\mathrm {C} }}}{\frac {\partial \mathbf {D} }{\partial t}}}}
| Система                                  | {\displaystyle k_{\rm {C}}}          | {\displaystyle k_{\rm {A}}={\frac {k_{\rm {C}}}{c^{2}}}} | {\displaystyle \alpha _{\rm {B}}} | {\displaystyle \alpha _{\rm {L}}={\frac {k_{\rm {C}}}{\alpha _{\rm {B}}c^{2}}}} | {\displaystyle \epsilon _{0}}   | {\displaystyle \mu _{0}}                | {\displaystyle \lambda =4\pi k_{\rm {C}}\cdot \epsilon _{0}} | {\displaystyle \lambda '} |
| ---------------------------------------- | ------------------------------------ | -------------------------------------------------------- | --------------------------------- | ------------------------------------------------------------------------------- | ------------------------------- | --------------------------------------- | ------------------------------------------------------------ | ------------------------- |
| СИ                                       | {\displaystyle 1/4\pi \epsilon _{0}} | {\displaystyle \mu _{0}/4\pi }                           | {\displaystyle \mu _{0}/4\pi }    | {\displaystyle 1}                                                               | {\displaystyle 1/c^{2}\mu _{0}} | {\displaystyle 4\pi \times 10^{-7}}Гн/м | 1                                                            | 1                         |
| Гауссова СГС                             | 1                                    | 1/c2                                                     | 1/c                               | 1/c                                                                             | 1                               | 1                                       | 4π                                                           | 4π                        |
| Электромагнитная СГС (СГСМ, или аб-)     | c2                                   | 1                                                        | 1                                 | 1                                                                               | 1/c2                            | 1                                       | 4π                                                           | 4π                        |
| Электростатическая СГС (СГСЭ, или стат-) | 1                                    | 1/c2                                                     | 1/c2                              | 1                                                                               | 1                               | 1/c2                                    | 4π                                                           | 4π                        |
| Лоренца — Хевисайда СГС                  | 1/4π                                 | 1/4πc2                                                   | 1/4πc                             | 1/c                                                                             | 1                               | 1                                       | 1                                                            | 1                         |

### Симметричная СГС, или гауссова система единиц
В симметричной СГС (называемой также смешанной СГС или гауссовой системой единиц) магнитные единицы (магнитная индукция, магнитный поток, магнитный дипольный момент, напряжённость магнитного поля) равны единицам системы СГСМ, электрические (включая индуктивность) — единицам системы СГСЭ. Магнитная и электрическая постоянные в этой системе единичные и безразмерные: µ0 = 1, ε0 = 1, что обеспечивает одинаковую размерность векторов E и D и одинаковую размерность векторов B и H. Коэффициент {\displaystyle \alpha _{\rm {L}}} размерный и имеет величину 1/c, что обеспечивает одинаковую размерность векторов E и В. Таким образом, в симметричной СГС обеспечивается равенство размерности всех четырех векторов электромагнитного поля.

### СГСМ
В СГСМ магнитная постоянная µ0 безразмерна и равна 1, а электрическая постоянная ε0 = 1/с2 (размерность: с2/см2). В этой системе нефизические коэффициенты отсутствуют в формуле закона Ампера для силы, действующей на единицу длины l каждого из двух бесконечно длинных параллельных прямолинейных токов в вакууме: F = 2I1I2l/d, где d — расстояние между токами. В результате единица силы тока должна быть выбрана как квадратный корень из единицы силы (дина1/2). Из выбранной таким образом единицы силы тока (иногда называемой абампером, размерность: см1/2г1/2с−1) выводятся определения производных единиц (заряда, напряжения, сопротивления и т. п.).
Все величины этой системы отличаются от единиц СИ в 10 в целой степени раз, за исключением напряжённости магнитного поля: 1 А/м = 4π·10−3 Э.

### СГСЭ
В СГСЭ электрическая постоянная ε0 безразмерна и равна 1, магнитная постоянная µ0 = 1/с2 (размерность: с2/см2), где c — скорость света в вакууме, фундаментальная физическая постоянная. В этой системе закон Кулона в вакууме записывается без дополнительных коэффициентов: F = Q1Q2/r2, в результате единица заряда должна быть выбрана как квадратный корень из единицы силы (дина1/2), умноженный на единицу расстояния (сантиметр). Из выбранной таким образом единицы заряда (называемой статкулоном, размерность: см3/2г1/2с−1) выводятся определения производных единиц (напряжения, силы тока, сопротивления и т. п.).
Все величины этой системы отличаются от единиц СГСМ в c в целой степени раз.

### Электромагнитные величины в различных системах СГС
Приведённые ниже множители для преобразования единиц основываются на точных значениях электрической и магнитной постоянных в СИ, действовавших до изменений СИ 2018—2019 годов. В редакции СИ, действующей с 2019 года, электрическая и магнитная постоянная практически сохранили своё численное значение, но стали экспериментально определяемыми величинами, известными с определённой погрешностью (в девятом знаке после запятой). Вместе с электрической и магнитной постоянными погрешность приобрели и множители для преобразования единиц между СИ и вариантами СГС.
| Величина                                  | Символ | Единица СИ | Гауссова единица      | Единица СГСМ         | Единица СГСЭ                    |
| ----------------------------------------- | ------ | ---------- | --------------------- | -------------------- | ------------------------------- |
| Электрический заряд / электрический поток | q / ΦE | 1 Кл       | ↔ (10−1 c) Фр         | ↔ (10−1) абКл        | ↔ (10−1 c) Фр                   |
| Электрический ток                         | I      | 1 A        | ↔ (10−1 c) Фр·с−1     | ↔ (10−1) абА         | ↔ (10−1 c) статА                |
| Электрический потенциал / напряжение      | φ / V  | 1 В        | ↔ (108 c−1) статВ     | ↔ (108) абВ          | ↔ (108 c−1) статВ               |
| Напряжённость электрического поля         | E      | 1 В/м=Н/Кл | ↔ (106 c−1) статВ/см  | ↔ (106) абВ/см       | ↔ (106 c−1) статВ/см=дин/статКл |
| Электрическая индукция                    | D      | 1 Кл/м²    | ↔ (10−5 c) Фр/см²     | ↔ (10−5) абКл/см²    | ↔ (10−5 c) Фр/см²               |
| Электрический дипольный момент            | p      | 1 Кл·м     | ↔ (10 c) Фр·см        | ↔ (10) абКл·см       | ↔ (10 c) Фр·см                  |
| Магнитный дипольный момент                | μ      | 1 А·м²     | ↔ (103) эрг/Гс        | ↔ (103) абА·см²      | ↔ (103 c) статА·см²             |
| Магнитная индукция                        | B      | 1 Тл=Вб/м² | ↔ (104) Гс            | ↔ (104) Мкс/см²=Гс   | ↔ (104 c−1) статТл=статВб/см²   |
| Напряжённость магнитного поля             | H      | 1 А/м=Н/Вб | ↔ (4π 10−3) Э=дин/Мкс | ↔ (4π 10−3) абА/см=Э | ↔ (4π 10−3 c) статА/см          |
| Магнитный поток                           | Φm     | 1 Вб=Тл·м² | ↔ (108) Гс·см²=Мкс    | ↔ (108) Мкс          | ↔ (108 c−1) статВб=статТл·см²   |
| Электрическое сопротивление               | R      | 1 Ом       | ↔ (109 c−2) с/см      | ↔ (109) абОм         | ↔ (109 c−2) с/см                |
| Электрическая ёмкость                     | C      | 1 Ф        | ↔ (10−9 c2) см        | ↔ (10−9) абФ         | ↔ (10−9 c2) см                  |
| Индуктивность                             | L      | 1 Гн       | ↔ (109 c−2) см−1·с2   | ↔ (109) абГн         | ↔ (109 c−2) см−1·с2             |

Понимать это следует так: 1 A = (10−1) абА, и т. д.

## История
Система мер, основанная на миллиметре, миллиграмме и секунде, была предложена немецким учёным Гауссом в 1832 году. Предложенный им способ построения системы единиц заключался в произвольном выборе трёх не зависимых друг от друга единиц измерения: единицы длины, единицы массы и единицы времени. Единицы всех остальных величин устанавливаются на основании математических формул, связывающих эти величины с основными единицами. В 1874 году Максвелл и Томсон усовершенствовали систему (используя в качестве основных единиц — сантиметр, грамм и секунду), добавив в неё электромагнитные единицы измерения. Системы единиц, которые впоследствии были построены по предложенному Гауссом способу, получили название абсолютных.  
Величины многих единиц системы СГС были признаны неудобными для практического использования, и вскоре она была заменена системой, основанной на метре, килограмме и секунде (МКС). СГС продолжали использовать параллельно с МКС, в основном в научных исследованиях.
После принятия в 1960 году системы СИ СГС почти вышла из употребления в инженерных приложениях, однако продолжает широко использоваться, например, в теоретической физике и астрофизике из-за более простого вида законов электромагнетизма.
Из трёх дополнительных систем наибольшее распространение получила симметричная СГС.